# Microsargane
Microsargane is een geslacht van halfvleugeligen uit de familie Aphrophoridae. De wetenschappelijke naam van dit geslacht is voor het eerst geldig gepubliceerd in 1897 door Fowler.

## Soorten
Het geslacht Microsargane omvat de volgende soorten:
- Microsargane mutans (Walker, 1851)
- Microsargane ornatipennis Lallemand, 1927
- Microsargane procera Lallemand, 1927
- Microsargane vittata Fowler, 1897